# すっとんトリオ
すっとんトリオは、昭和30年代後半から昭和40年代前半に活躍したお笑い芸人トリオ・コントグループ。
東京のてんぷくトリオと比較される事もあった。関西におけるトリオの草分け的存在（関西ではコント形式のお笑いが浸透していなかったので漫才師と紹介されている事もあった）。

千日劇場や新花月のほか、吉本興業の花月劇場チェーンによく出演していた。

てなもんや三度笠（ABC製作・TBS系、1967年5月7日放送分の第262話 吉野の壁ぬり）に彼等の出演映像が残されている。

## 概要
- 1960年4月 - 高杉邦夫、松田竹夫、永井路夫の3人で結成。
- 1968年 - 邦夫と路夫が脱退し高井安夫と黒木雪夫が加入。
- 1977年 - 安夫が脱退し京都ぽん太が加入した。

## メンバー
第1次
- 高杉邦夫（1925年 - 1975年7月10日）本名は太田敏郎。

東京都港区の高輪中学校卒業。OSミュージックでダンサーの講師をしていた。路夫と共にメンバー脱退後は保利欽一を迎えて「てかてかトリオ」を結成、芸名も「くにお」「国夫」と改名。1975年に自殺した。
- 松田竹夫（1934年1月1日 - ）本名は森内竹男。

東京本所の生まれ、「森川信一座」の出身。その後新宿セントラル劇場の専属コメディアンとなる。
- 永井路夫（1934年 - ）本名は永井孝彦。

大阪市田辺の生まれ、大阪府立貝塚高等学校卒業。「青猫座」に入る。岸田一夫の弟子になり1953年に新世界朝日劇場で初舞台。「てかてかトリオ」の参加時には「三千夫」と改名。唄啓劇団で役者としても活躍した。
第2次
- 高井安夫（1937年 - ）本名は塚田広美。

材木屋の長男。夢路いとし・喜味こいしの門下。南Oスケ・南田PスケのPスケの名でスタート、次に島とおると原のぼるの名でコンビを組む。また吉本新喜劇で活躍の桑原和男と組んだこともある。すっとんトリオは1977年脱退。
- 黒木雪夫（1940年 - 1990年2月11日）本名は森一修。

吉本新喜劇からルーキー新一のルーキー劇団の結成に参加、レツゴー三匹にレツゴー一修の名で結成に参加。
第3次
- 京都ぽん太本名は盛和雄。

1977年5月より加入。佐藤蛾次郎の様な風貌が特徴。

## 備考
間寛平が芸人になるきっかけを作ったのもすっとんトリオである。